# Caryothraustes poliogaster
Caryothraustes poliogaster  (лат.) — вид птиц семейства кардиналовых. Выделяют два подвида. Занесён в Красную книгу МСОП как вид, вызывающий наименьшие опасения (LC). Ареал простирается от юго-восточной части Мексики до восточной части Панамы. 

## Описание
Длина тела взрослой птицы 16,5 сантиметров, масса — 36 грамм. Имеет тяжёлый клюв, часто чёрного цвета. Оперение на лице чёрное, голова, шея и грудь жёлтые, спина, крылья и хвост оливкового цвета. Гузка и брюхо серые. Птенцы имеют более тусклое оперение и тёмные лица.
Позывка состоит из острых звуков типа «chip» или «tweet», а пение представляет собой музыкальный свист типа «cher chi weet, cher chir weet, cher chi chuwee».

## Места обитания
Обитает в низинах Карибского побережья и предгорьях на высоте до 1200 метров над уровнем моря. Обитает на пологом и среднем уровне густых влажных лесов, высокой поросли и полуоткрытых местах, таких как окраины лесов и поляны. Образует шумные стаи до 20 птиц и часто встречается в смешанных стаях, питающихся вместе с танаграми-медососами и другими танагровыми. Избегает измененной человеком среды обитания, хотя иногда встречается в сильно деградированных бывших субтропических или тропических лесах.

## Биология
Добывает корм под пологом леса, редко опускаясь ниже 6,5 метров над землей, хотя на полянах птицы могут опускаться ниже этого уровня. В состав рациона входят насекомые, которых собирают с листвы, замшелых веток или свернувшихся мертвых листьев, а также фрукты, семена и нектар цветов или прицветников эпифитов.
Гнездо представляет собой чашу, сооружается из листьев бромелиевых и других эпифитов  и размещается на высоте 3-6 метров от земли на небольшом дереве или пальме. В период с апреля по июнь самка откладывает три серо-белых яйца с коричневыми точками.

## Подвиды и распространение
Выделяют два подвида:
- Caryothraustes poliogaster poliogaster (Du Bus de Gisignies, 1847) – юго-восток Мексики, Белиз, север Гватемалы и север Гондураса
- Caryothraustes poliogaster scapularis (Ridgway, 1888) – от востока Гондураса до запада Панамы